# C17orf99
C17orf99 (англ. Chromosome 17 open reading frame 99) – білок, який кодується однойменним геном, розташованим у людей на довгому плечі 17-ї хромосоми. Довжина поліпептидного ланцюга білка становить 265 амінокислот, а молекулярна маса — 29 091.
| 10         |  | 20         |  | 30         |  | 40         |  | 50         |
| ---------- |  | ---------- |  | ---------- |  | ---------- |  | ---------- |
| MGLPGLFCLA |  | VLAASSFSKA |  | REEEITPVVS |  | IAYKVLEVFP |  | KGRWVLITCC |
| APQPPPPITY |  | SLCGTKNIKV |  | AKKVVKTHEP |  | ASFNLNVTLK |  | SSPDLLTYFC |
| WASSTSGAHV |  | DSARLQMHWE |  | LWSKPVSELR |  | ANFTLQDRGA |  | GPRVEMICQA |
| SSGSPPITNS |  | LIGKDGQVHL |  | QQRPCHRQPA |  | NFSFLPSQTS |  | DWFWCQAANN |
| ANVQHSALTV |  | VPPGGDQKME |  | DWQGPLESPI |  | LALPLYRSTR |  | RLSEEEFGGF |
| RIGNGEVRGR |  | KAAAM      |  |            |  |            |  |            |

A: Аланін

C: Цистеїн

D: Аспарагінова кислота

E: Глутамінова кислота

F: Фенілаланін

G: Гліцин

H: Гістидин

I: Ізолейцин

K: Лізин

L: Лейцин

M: Метіонін

N: Аспарагін

P: Пролін

Q: Глутамін

R: Аргінін

S: Серин

T: Треонін

V: Валін

W: Триптофан

Секретований назовні.